# 阿伦维厄尔费尔德
阿伦维厄尔费尔德（德語：Ahrenviölfeld）是德国石勒苏益格－荷尔斯泰因州的一个市镇。总面积7.29平方公里，总人口271人，其中男性135人，女性136人（2011年12月31日），人口密度37人/平方公里。